# St. Johannes der Täufer (Illdorf)
St. Johannes der Täufer ist die katholische Pfarrkirche des Burgheimer Gemeindeteils Illdorf im oberbayerischen Landkreis Neuburg-Schrobenhausen.

## Kirchengeschichte

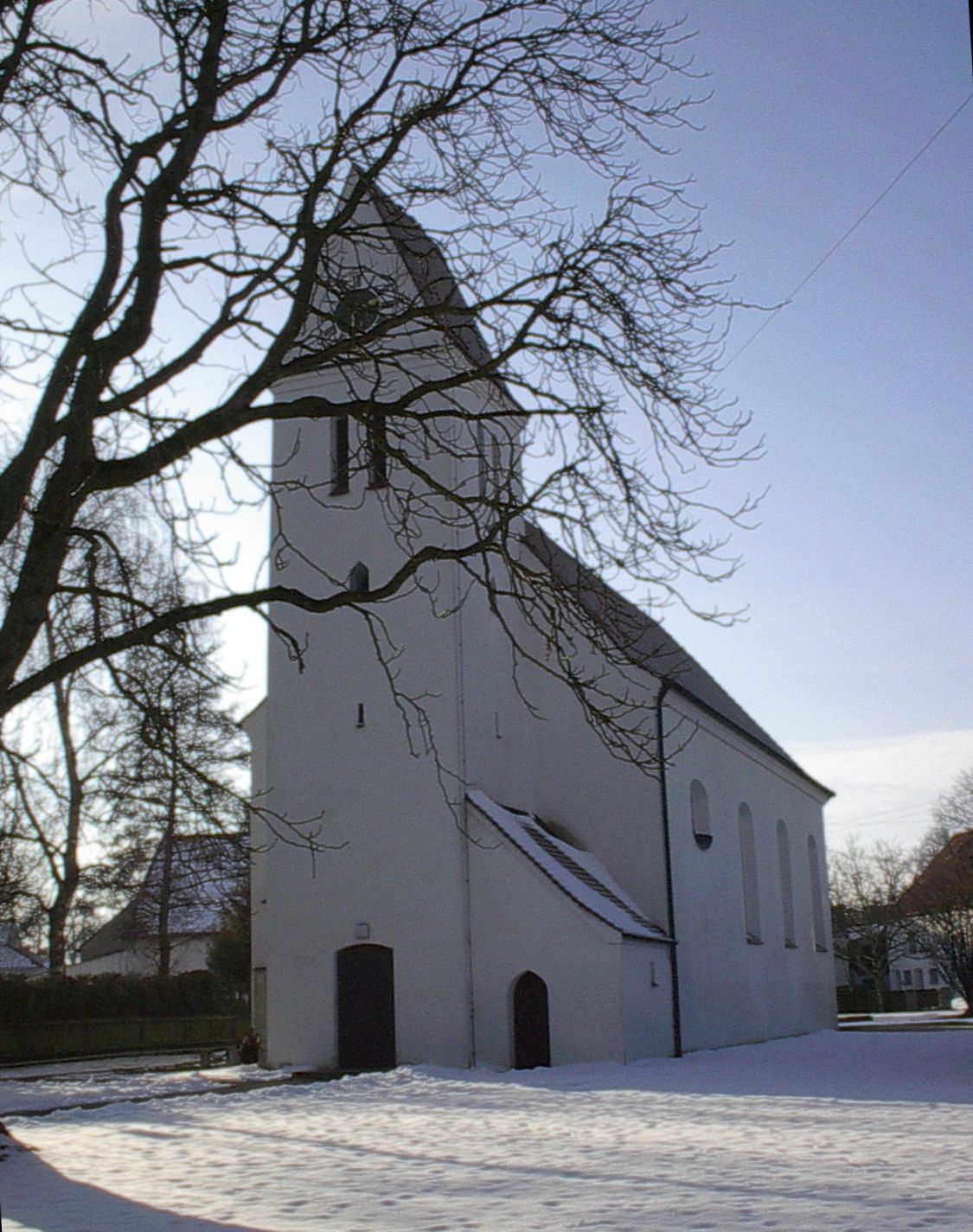
Kirche St. Johannes der Täufer ib Illdorf

Wann die erste Kirche gebaut wurde, ist unbekannt. Aber bald nach dem Jahr 1000 erwarben die Grafen von Lechsgmünd-Graisbach auch das Patronatsrecht der Pfarrkirche St. Johannes des Täufers. Der Kirchturm ist romanisch und dürfte in der Zeit zwischen 1000 und 1250 n. Chr. erbaut worden ein.
Am 14. Februar 1315 schenkten Graf Bertold als Lehensherr und der Ritter Bertold von Straß als Lehensmann dem Kloster in Niederschönenfeld das Patronatsrecht an der Illdorfer Pfarrkirche. Dort blieb es bis zur Säkularisation im Jahr 1803. Zur gleichen Zeit inkorporierte Bischof Friedrich von Augsburg (im Amt 1309 bis 1331) dem Kloster Niederschönenfeld die Pfarrei zu Illdorf und verpflichtete den Orden, stets einen Weltgeistlichen zu präsentieren. Die Geistlichen lassen sich bis zum Jahr 1642 lückenlos zurückverfolgen.
1723 wurde die heutige Pfarrkirche Johannes der Täufer errichtet. Pfarrer Johann Michael Endreßer, ein gebürtiger Schrobenhausener, ist in einer Inschrift als Erbauer der Kirche genannt. 1776 stürzte der Kirchturm ein und musste wieder neu aufgebaut werden. Wie groß der Schaden war, lässt sich nicht mehr feststellen. Das untere Gemäuer dürfte den Einsturz überstanden haben.

## Renovierung der Neuzeit

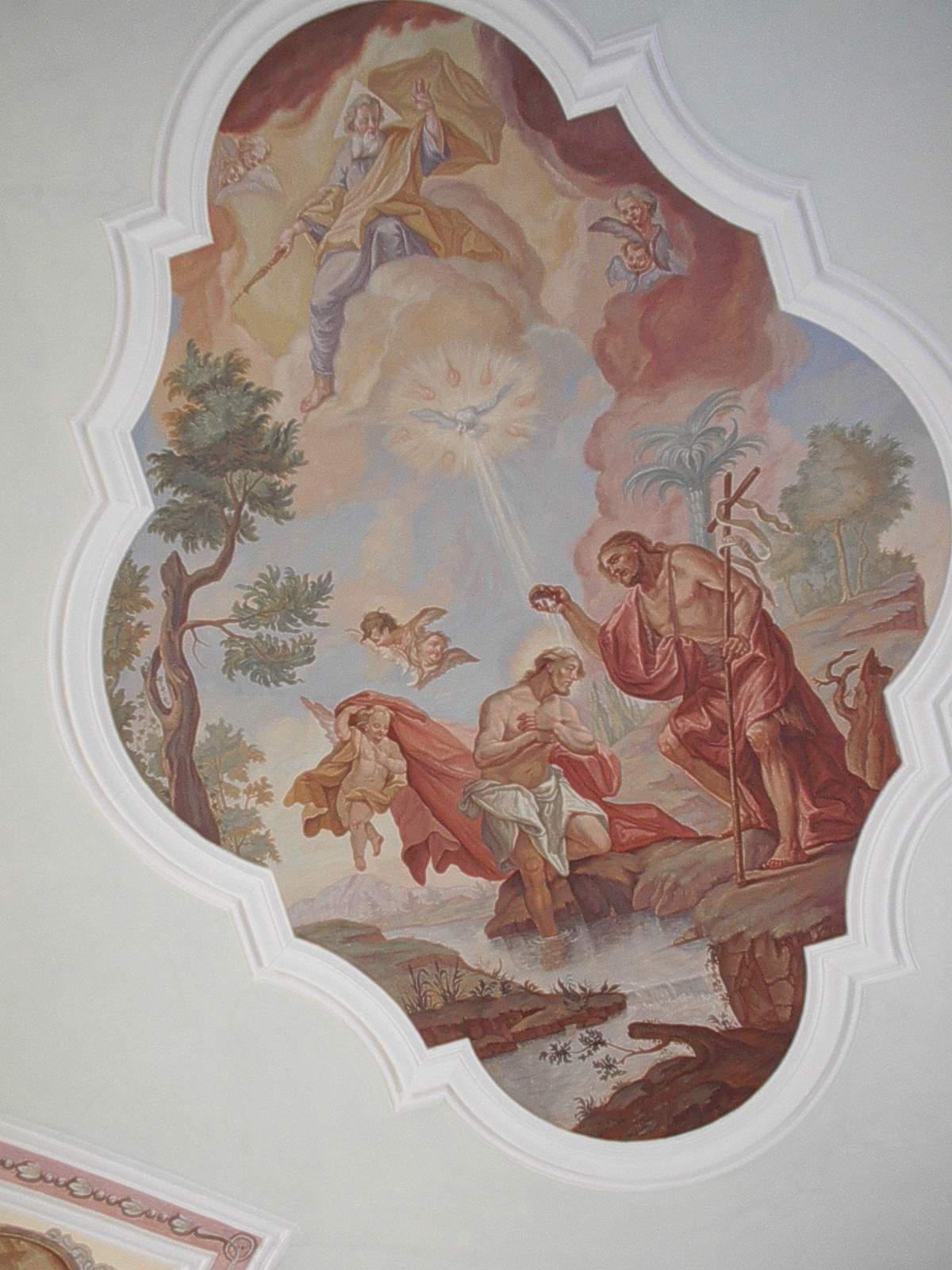
Deckengemälde Taufe Jesu am Jordan

In den Jahren 1878, 1914 und 1939 mussten die Gläubigen für eine Innenrenovierung wieder in die Tasche greifen. Für das kleine Pfarrdorf war es stets ein finanzieller Kraftakt. 1941 stand eine Außenrenovierung an, zugleich wurde die alte Sakristei abgebrochen und eine neue mit einem Kanzelaufgang errichtet. 1953 erfolgte abermals eine Außenrenovierung, auch eine Heizung wurde installiert. 1956 wurde die Kirche mit einer neuen Orgel ausgestattet.
Kräftig langten die Gläubigen nochmals in den Jahren 1998/99 hin. Es war eine große Innenrenovierung der Pfarrkirche Johannes des Täufers. Da wurde die gesamte Raumschale neu bemalt sowie der Hochaltar und die Seitenaltäre renoviert. Ein neuer Boden wurde verlegt, zuvor musste der alte herausgeschlagen werden. Auch die Sakristei bekam einen neuen Verputz und Anstrich, die Kirchenbänke mussten gewaschen und eingelassen werden. Auch auf der Empore verlegten die Handwerker einen neuen Boden. 
Für die Empore wurden neue Bänke angefertigt, ferner eine Alarmanlage eingebaut und vier neue Lüster für das Kirchenschiff beschafft. Kunstmaler Franz Kugelmann setzte Deckengemälde mit Johannes dem Täufer in den Barock-Stil, damit die gesamte Kirche eine Einheit bildet. Die Gesamtkosten beliefen sich auf 430 000 DM.
Im August 2005 feierten die Illdorfer im Rahmen eines Pfarrfestes die Renovierung des Pfarrhauses.

## Kirchenbeschreibung

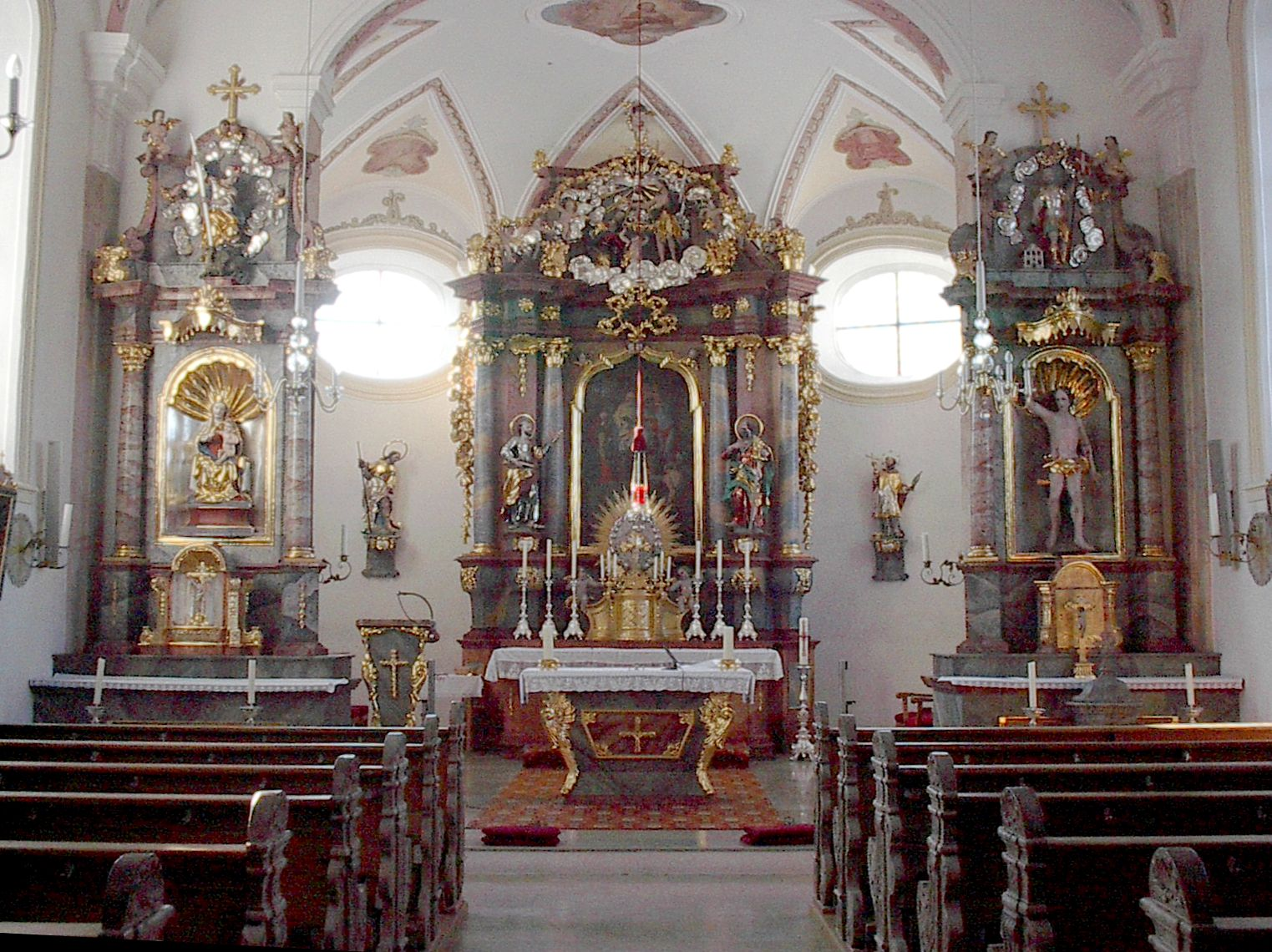
Altarraum der Illdorfer Kirche

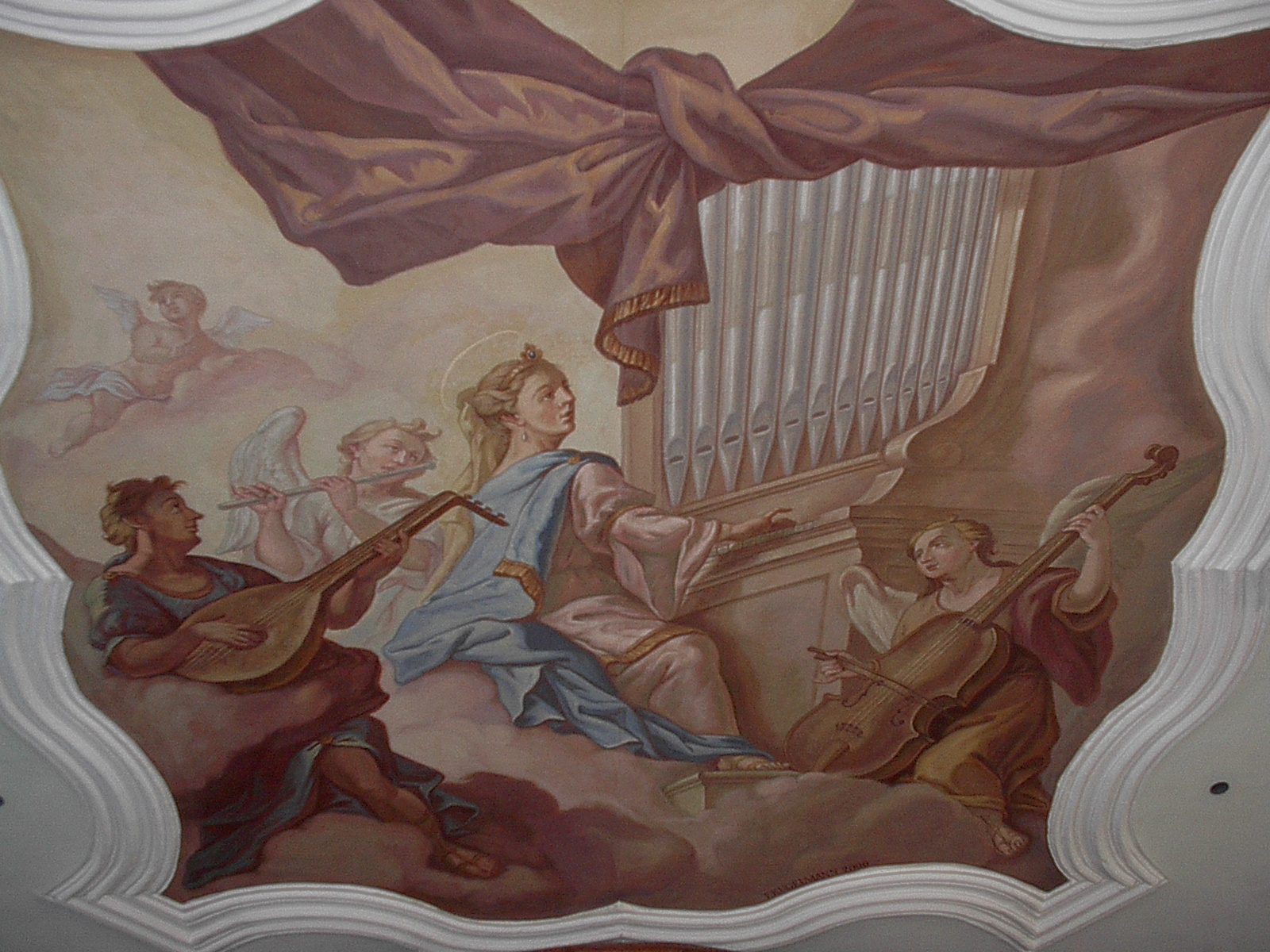
Deckengemälde mit der heiligen Cäcilia

Die Pfarrkirche von Illdorf wurde 1723 erbaut und steht unter dem Patronat Johannes der Täufer und gehört zur Pfarreiengemeinschaft Burgheim. 
Die Inneneinrichtungen mit den drei Altären stammen aus den Jahren um 1730. Das Bild im Hochaltar stellt die Enthauptung von Johannes des Täufers dar. Es ist Öl auf Leinwand gemalt.
Der linke Seitenaltar ist der Muttergottes geweiht und stammt etwa aus der gleichen Zeit. Die aus Holz geschnitzte Madonna mit dem Jesuskind sitzt in einer Nische. Die Figur war einst in einer Wegkapelle und wurde hierher überragen. Darüber der heilige Michael im Wolkenkranz.
Der rechte Seitenaltar mit dem heiligen Sebastian, ebenfalls eine geschnitzte Holzfigur. Im Jahr 1905 ist noch eine Sebastiansbruderschaft festgehalten. Über dem Patron ist noch der heilige Florian. Im Jahr 1999 wurde bei einer Großrenovierung der Altarraum mit Lichtscheinwerfer ausgestattet.
Die Emporenbrüstung beinhaltet die zwölf Apostel mit Jesus und Maria. Über der Empore befindet sich seit Juli 2000 ein neues Deckengemälde von der heiligen Cäcilia von Rom mit den musizierenden Engeln. Die Kosten waren eine Spende von einem Pfarrmitglied. Im Langhaus wird die Taufe Jesu am Jordan dargestellt, darüber der Heilige Geist in der Gestalt einer Taube sowie Gottvater.

## Orgel
Die Orgel (10/2+P)stammt aus dem Jahr 1956. Sie wurde von der Orgelbaufirma Max Offner Augsburg-Kissing erbaut. 
Sie verfügt über 10 klingende Register, 2 Manuale und Pedal.

Disposition:
| Hauptwerk (I)         | Positiv (II)       | Pedal (P)      |
| --------------------- | ------------------ | -------------- |
| Mixtur 2"             | Gedackt 8"         | Subbass 16"    |
| Rohrflöte 4"          | Prästant 4"        | -              |
| Kleingedackt 4"       | Sesquialter 2 2/3" | -              |
| Principal 8"          | Waldflöte 2"       | -              |
| Salicional 8"         | -                  | -              |
| Manualkoppel II-I     | -                  | Pedalkoppel I  |
| Superoktavkoppel II-I | -                  | Pedalkoppel II |

Spielhilfen:
Crescendo-Pedal, 
Freie Kombination,
Handregister ab, 
Resterschweller ab, 
Aut.Piano Ped. an

## Friedhof

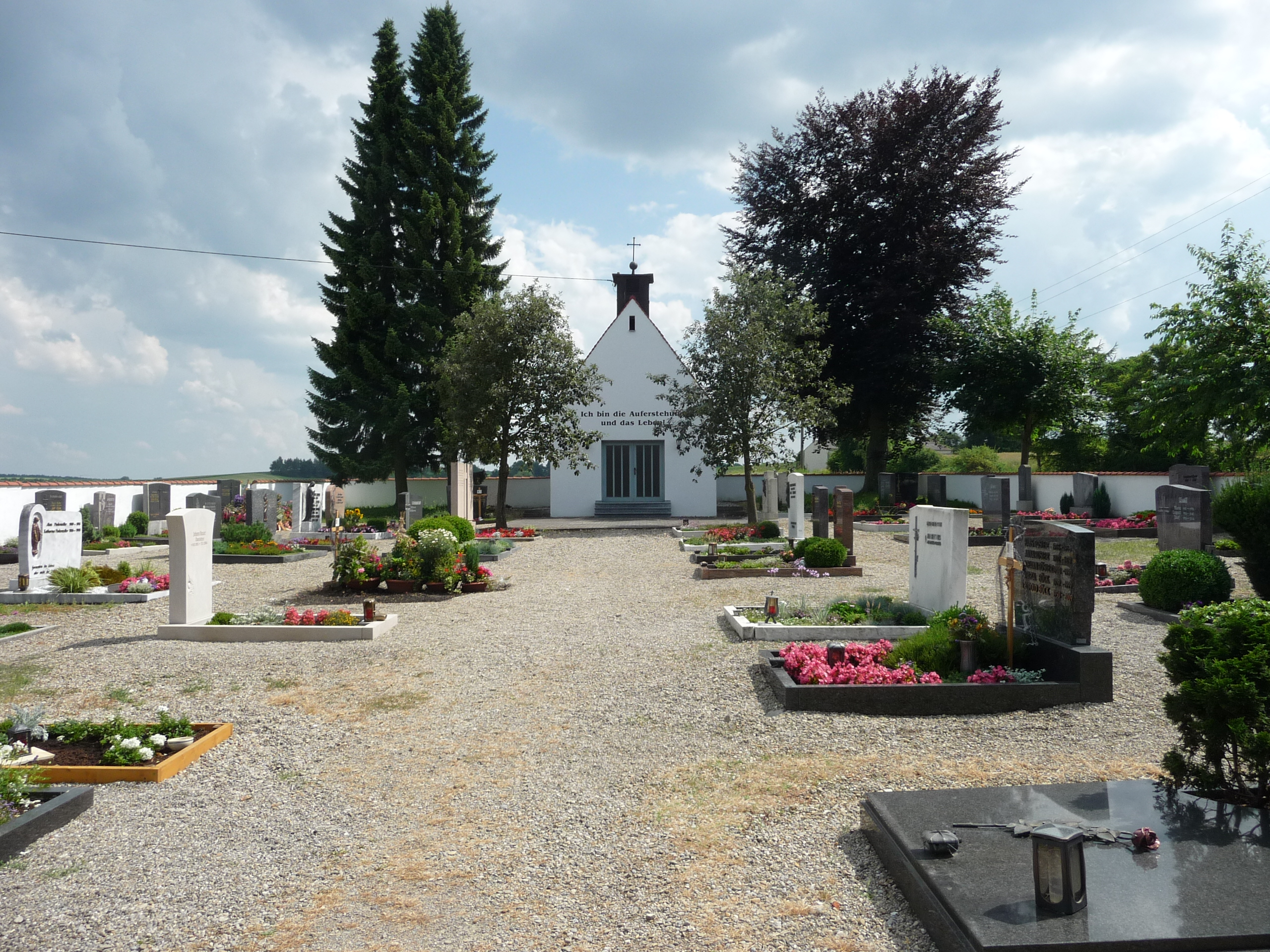
Friedhof mit Leichenhalle in Illdorf

Ursprünglich befand sich der Friedhof, wie allgemein üblich, an der Pfarrkirche. Doch er wurde wegen der Bodenfeuchtigkeit inzwischen an den Ortseingang verlegt. Ein genaues Datum ist nicht bekannt. Jedoch schreibt das Neuburger Anzeigenblatt als Heimatzeitung, dass der Friedhof erweitert und eine Kapelle erbaut wurde. Die Weihe findet am 9. November 1895 statt und wird von dem Ortsgeistlichen Pfarrer Sebastian Fend im Beisein mehrerer Geistlichen durchgeführt. Eine Messe wird ebenfalls zelebriert.
Im Jahr 1958 wird anstelle der Kapelle ein Leichenhaus errichtet mit einem Kostenpunkt von 11000 DM, aber auch eine neue Einfriedung geschaffen.

## Der Erbfolgekrieg und das „Heiligen Holz“
Im Spanischen Erbfolgekrieg, nach der am 13. August 1704 verlorenen Zweite Schlacht bei Höchstädt, musste Kurfürst Maximilian Emanuel ins Exil gehen und das Kurfürstentum Bayern wurde von Österreich besetzt. Die Kriegstribute wurden auf das Volk abgewälzt. Im Nachbarort Ambach lagerten österreichische Einheiten, die unterhalten werden mussten. Die Besatzung wollte nur gegen ein Lösegeld von 30 000 Gulden abziehen – dies entspricht einer Million Euro.
Die Ambacher wussten, dass die Kirchenstiftung von Illdorf sehr reich war. Sie kamen als Bittsteller, liehen sich 25 000 Gulden aus und verpfändeten ihren Rechtlerwald „Heiligen Holz“. 5000 Gulden verliehen die Bauern, die heute noch Holzrechte am Stiftungswald besitzen. Da die Ambacher nicht in der Lage waren, zu einem bestimmten Zeitpunkt das Geld zurückzuzahlen, ging das Eigentum „Heiligen Holz“ an die Illdorfer über. Die Ambacher sehen darin heute noch einen schuldlos verloren gegangenen Besitz. Deshalb ließen sie sich verstärkt in diesem Waldstück zum Forstfrevel hinreißen.

## Marienkapelle

### Einweihung

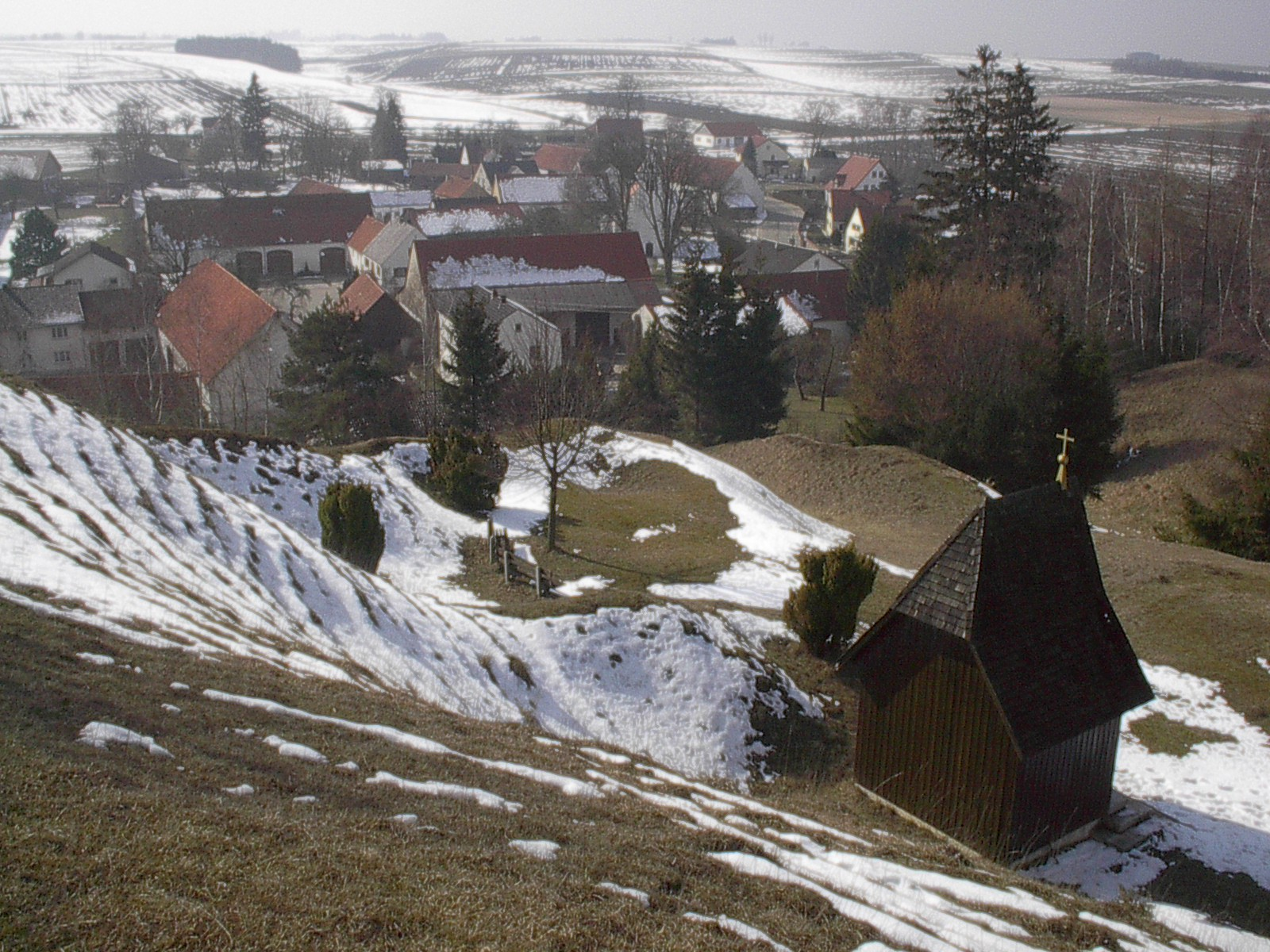
Illdorf, der Leitenberg und die Kapelle

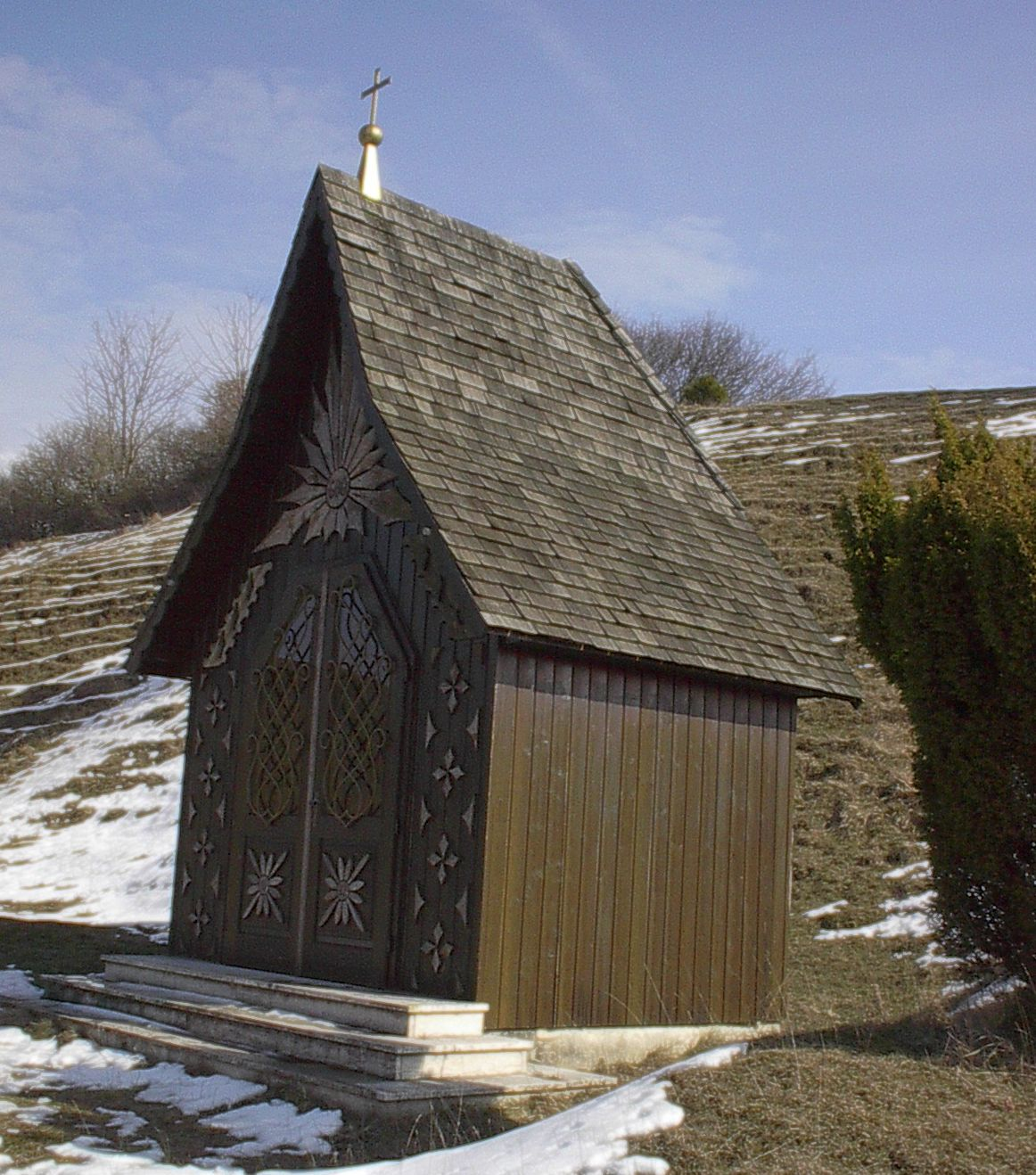
Die Kapelle zur „Schwarzen Madonna“ in Illdorf

Bei Wallfahrten in den Jahren 1980 und 1982 nach Tschenstochau wurde von den Pilgern der Bau einer Kapelle angeregt und schließlich auch umgesetzt. Im Beisein der Geistlichkeit und vieler Gläubigen weihte der damalige Pfarrer Stanislaus Kryszkowski von Illdorf am 10. Juli 1983 auf dem Leitenberg eine Marienkapelle mit der Ikone von Tschenstochau. Es war genau in jenem Jahr, in dem in Polen das 600. Jubiläum gefeiert wurde. Deshalb trägt auch diese Holzkapelle die Zahl 600. „Eine kleine, aber feine Kapelle aus Holz und mit viel Zierwerk versehen“, dokumentierte damals die Heimatzeitung.
Pfarrer Kryszkowski war nicht nur der Motor als Kapellenbauer, er legte selbst Hand an und malte in monatelanger Arbeit nach dem Original von Tschenstochau die „Schwarze Madonna“, die in Lindenholz gefasst wurde.
Die Festdamen der Freiwilligen Feuerwehr Illdorf trugen das Bild von der „Schwarzen Madonna“ auf den Marienhügel, begleitet in einem feierlichen Festzug von der Geistlichkeit, den Fahnenabordnungen und den Gläubigen. In einer festlichen Andachtsstunde erhielt die Kapelle den kirchlichen Segen und war damit offiziell der Bestimmung übergeben. Kryszkowski hatte das Lied von der „Schwarzen Madonna“ aus dem Polnischen übersetzt. Der Gesang gab der Feier eine besondere Note.
Selbst Weihbischof Rudolf Schmid aus Augsburg pilgerte mit den Firmlingen 1989 auf den Marienhügel und war von dem Heiligtum beeindruckt.

### Jubiläum

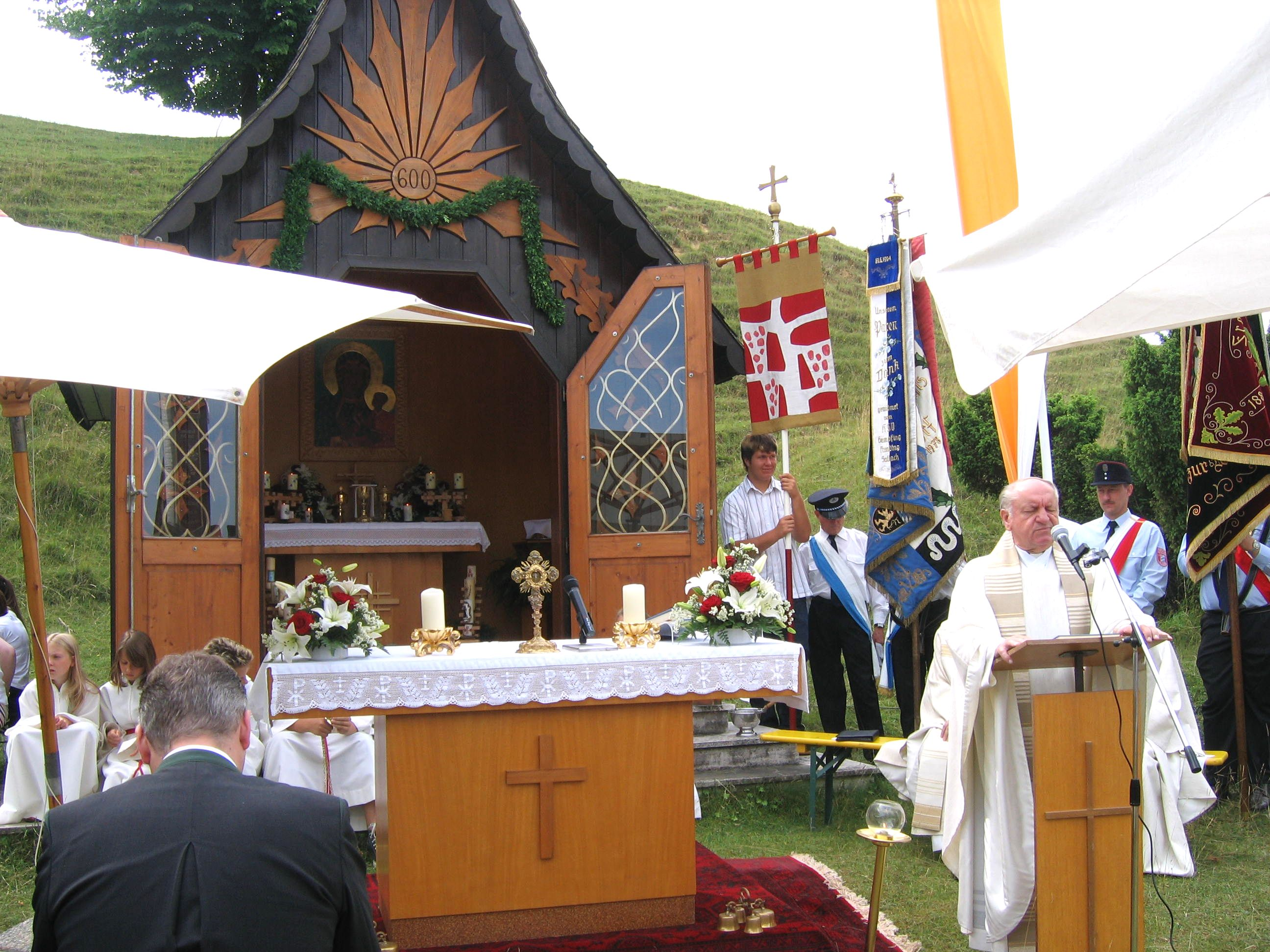
Kapelle „Schwarze Madonna“ auf dem Leitenberg beim Jubiläum mit Festprediger Kryszkowski

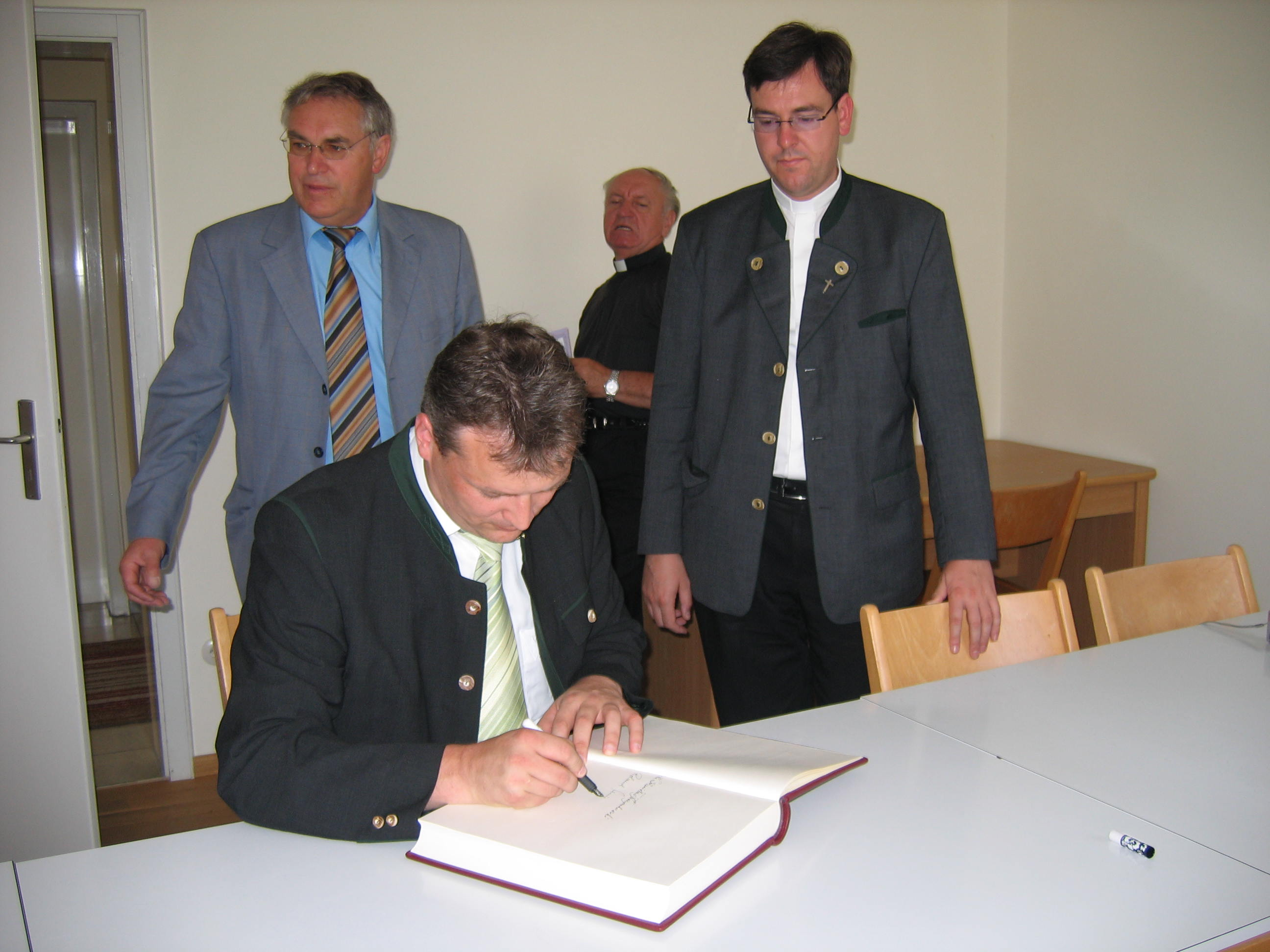
Landrat Roland Weigert trägt sich ins Goldene Buch der Gemeinde Burgheim

2008 feierten die Illdorfer den 25. Geburtstag der Marienkapelle. Der Pfarrer und Kapellenbauer Stanislaus Kryszkowski, der von 1979 bis 1988 in Illdorf residierte, kam zu diesem Anlass ebenfalls angereist und hielt die Festpredigt. Er ist seit 2003 in Winnizia in der Ukraine als Seelsorger tätig.
In das Jubiläum mit eingebunden war zugleich eine Dankmesse, denn am 30. Mai 2005 ist ein Militärflugzeug in allernächster Nähe abgestürzt. Der Pilot konnte sich durch einen Fallschirmabsprung retten und Illdorf und die Umgebung vor einem größeren Unglück bewahren. Der Pilot hatte ein Marienbild mit einem Gebet bei sich, das an der Absturzstelle gefunden und bei dem Jubiläum gebetet wurde.

## Der selige Jerzy Popieluszko

### Kurze Lebensgeschichte

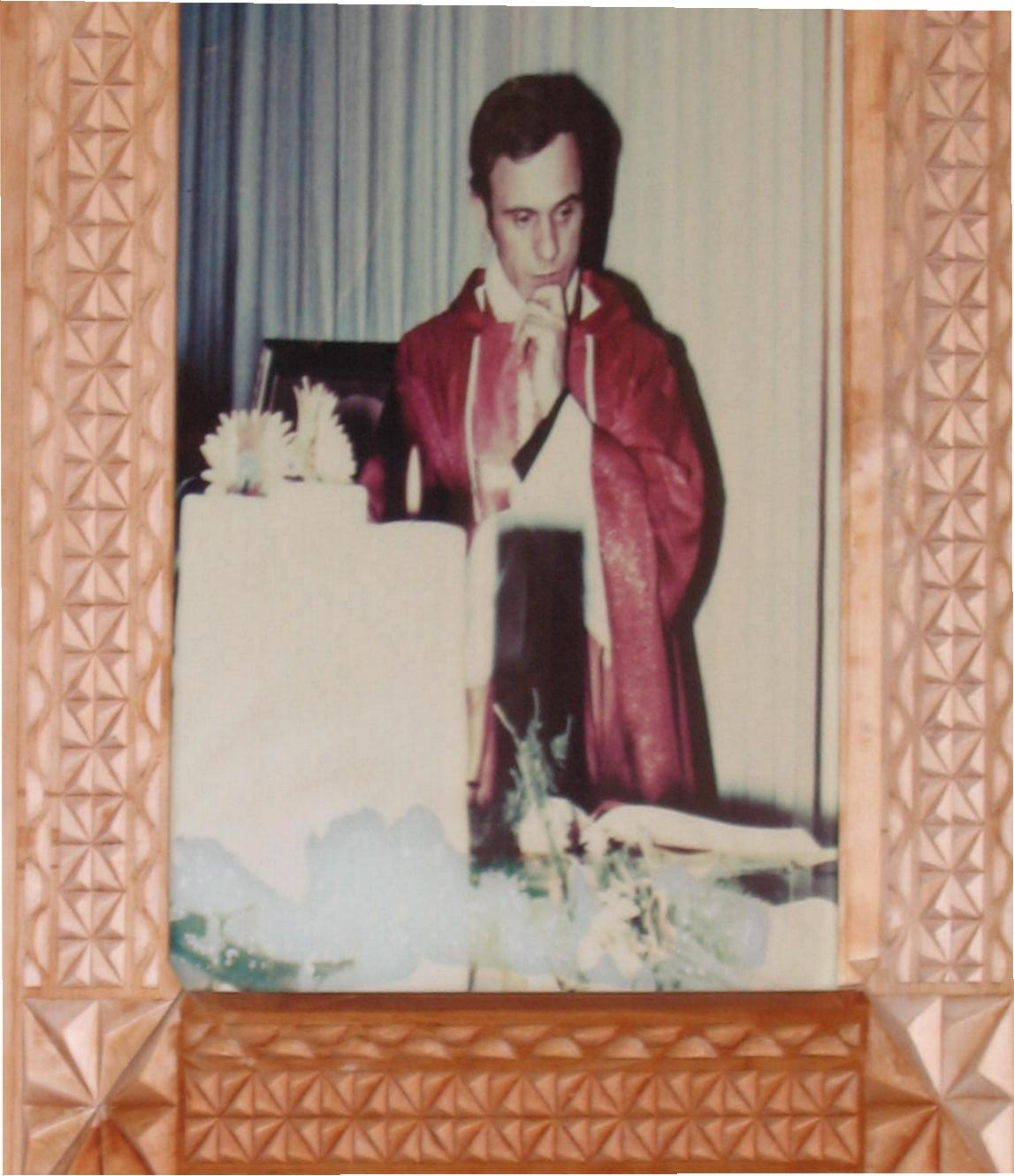
Bild des ermordeten Priesters Jerzy Popieluszko in der Marienkapelle in Illdorf

Pfarrer Jerzy Popiełuszko ist ein polnischer Geistlicher und Märtyrer. Seine Wege führten ihn Anfang Juli 1980 nach Illdorf. Dort besuchte er seinen Onkel und Salesianerpater Dr. Georg Ryzewski. Pfarrer Georg (Jerzy) weilte eine Woche hier, zelebrierte in Illdorf auch Gottesdienste, so lernten die Gläubigen den Seelsorger kennen und schätzen. In seinen Predigten verurteilte er die Gewalttätigkeit und trat für die Inhaftierten und Verfolgten ein. Seine Ideale kosteten ihn das Leben.

### Verehrung in Illdorf
Die Gläubigen von Illdorf waren über das Martyrium ihres bekannten Geistlichen schockiert. So gab es für den 37-jährigen Toten einen Gedenkgottesdienst unter großer Beteiligung. Pfarrer Stanislaus Kryszkowski schnitzte für das Bild des Märtyrers einen Rahmen. Am 13. Juli 1986 erfolgte eine feierliche Übertragung auf den Marienhügel mit Übergabe in die Kapelle der Schwarzen Madonna.
25 Jahre nach seinem Tod wurde Pfarrer Jerzy Popieluszko in Warschau seliggesprochen.